# Le Chambon-sur-Lignon
Le Chambon-sur-Lignon é uma comuna francesa na região administrativa de Auvérnia-Ródano-Alpes, no departamento de Alto Loire. Estende-se por uma área de 41,97 km². Em 2010 a comuna tinha 2 497 habitantes (densidade: 59,5 hab./km²).
Le Chambon-sur-Lignon não muito longe da fronteira com a Suíça. Uma cidade huguenote durante a Segunda Guerra Mundial, tornou-se um local de abrigo para judeus fugindo dos nazis.
Com a liderança do pastor local Andre Trocmé e sua mulher, Magda Trocmé, começando no princípio de 1942, os cidadãos de Le Chambon-sur-Lignon arriscaram as suas vidas para esconder judeus que estavam a ser reunidos pela SS para deportação para os campos de extermínio.
Eles foram escondidos em casas privadas, em quintas da região bem como em instituições públicas. Sempre que as patrulhas nazis vinham em busca, escondiam-nos no campo. Após a guerra, um dos habitantes da região recorda: "Logo que os soldados alemães partiam, nós íamos à floresta e cantávamos uma canção. Quando eles ouviam essa canção eles sabiam que era agora seguro regressar".
Para além de providenciar refúgio, os cidadãos da cidade obtiveram documentos de identidade falsificados e cartões de racionamento para os judeus e ajudaram-nos a atravessar a fronteira para a segurança da Suíça neutra. Alguns dos residentes foram presos pela Gestapo, tais como o primo do reverendo Trocmé, Daniel Trocmé, que foi enviado para o campo de concentração de Buchenwald, onde foi assassinado.
Estima-se que o povo de Le Chambon-sur-Lignon tenha salvado entre 3.000 e 5.000 judeus da morte certa. Em 1990, pelo seu humanitarismo e coragem perante o perigo extremo, a cidade foi reconhecida como "íntegra entre as nações" pelo governo de Israel. Um pequeno jardim e placa nos terrenos do memorial do Holocausto Yad Vashem em Israel (perto de Jerusalém) foi dedicado às pessoas de Le Chambon-sur-Lignon.
A localidade foi agraciada por isso com o título de Justo entre as nações.